# Dasineura californica
Dasineura californica är en tvåvingeart som först beskrevs av Ephraim Porter Felt 1908.  Dasineura californica ingår i släktet Dasineura och familjen gallmyggor.
Artens utbredningsområde är Kalifornien. Inga underarter finns listade i Catalogue of Life.